# Trypanidius mexicanus
Trypanidius mexicanus är en skalbaggsart som beskrevs av Thomson 1860. Trypanidius mexicanus ingår i släktet Trypanidius och familjen långhorningar.
Artens utbredningsområde är:
- Costa Rica.
- Honduras.
- Nicaragua.
- Panama.

Inga underarter finns listade i Catalogue of Life.